# François Jean Chaubry de La Roche
François Jean Chaubry de La Roche est un homme politique français né le 21 novembre 1753 à La Flèche (Sarthe) et décédé le 13 décembre 1835 à Congy (Marne).
Administrateur du département de la Haute-Vienne, il est député de 1791 à 1792, siégeant avec la majorité. Il est maire de Congy et baron d'Empire en 1810.

## Sources
- « François Jean Chaubry de La Roche », dans Adolphe Robert et Gaston Cougny, Dictionnaire des parlementaires français, Edgar Bourloton, 1889-1891 [détail de l’édition]